# Campionato europeo femminile under 16 di pallavolo 2025
Il campionato europeo femminile under 16 di pallavolo 2025 si è svolto dal 2 al 13 luglio 2025 a Tirana, in Albania, e a Pristina, in Kosovo: al torneo hanno partecipato sedici squadre nazionali under 16 europee e la vittoria finale è andata per la prima volta alla Polonia.

## Impianti
|                                                                   |                                                                                            |  |
|                                                                   |                                                                                            |  |
| Parku Olimpik Città: Tirana Capienza: 1 200 Anno d'apertura: 2017 | Palazzo della Gioventù e dello Sport Città: Pristina Capienza: 8 000 Anno d'apertura: 1977 |  |

## Regolamento

### Formula
La formula ha previsto: 
- Prima fase, disputata con girone all'italiana con le squadre divise in due gironi e partite di sola andata: le prime due classificate di ogni girone hanno acceduto alla fase finale.
- Fase finale, giocata con semifinali, finale per il terzo posto e finale.

### Criteri di classifica
Se il risultato finale è stato di 3-0 o 3-1 sono stati assegnati 3 punti alla squadra vincente e 0 a quella sconfitta, se il risultato finale è stato di 3-2 sono stati assegnati 2 punti alla squadra vincente e 1 a quella sconfitta.
L'ordine del posizionamento in classifica è stato definito in base a:
- Numero di partite vinte;
- Punti;
- Ratio dei set vinti/persi;
- Ratio dei punti realizzati/subiti;
- Risultati degli scontri diretti.

## Squadre partecipanti
Al torneo hanno partecipato le nazionali dei due paesi organizzatori e quattordici nazionali qualificate tramite il torneo di qualificazione.
| Squadra    | Qualificazione                                | Ultima partecipazione        |
| ---------- | --------------------------------------------- | ---------------------------- |
| Albania    | Paese organizzatore                           | Debutto                      |
| Bulgaria   | 1ª al torneo di qualificazione (girone D)     | / Serbia e Ungheria 2023     |
| Croazia    | 2ª al torneo di qualificazione (girone C)     | / Serbia e Ungheria 2023     |
| Francia    | 2ª al torneo di qualificazione (girone B)     | / Serbia e Ungheria 2023     |
| Grecia     | 1ª al torneo di qualificazione (girone C)     | / Serbia e Ungheria 2023     |
| Italia     | 1ª al torneo di qualificazione (girone E)     | / Serbia e Ungheria 2023     |
| Kosovo     | Paese organizzatore                           | Debutto                      |
| Lituania   | 2ª al torneo di qualificazione (girone D)     | Debutto                      |
| Montenegro | 1ª al torneo di qualificazione (girone A)     | Debutto                      |
| Polonia    | 1ª al torneo di qualificazione (girone EEVZA) | / Serbia e Ungheria 2023     |
| Rep. Ceca  | 1ª al torneo di qualificazione (girone B)     | / Ungheria e Slovacchia 2021 |
| Slovenia   | 2ª al torneo di qualificazione (girone A)     | / Serbia e Ungheria 2023     |
| Spagna     | 2ª al torneo di qualificazione (girone E)     | Debutto                      |
| Turchia    | 1ª al torneo di qualificazione (girone BVA)   | / Serbia e Ungheria 2023     |
| Ucraina    | Migliore 3ª al torneo di qualificazione       | Debutto                      |
| Ungheria   | 1ª al torneo di qualificazione (girone MEVZA) | / Serbia e Ungheria 2023     |

## Torneo

### Fase a gironi
I gironi sono stati sorteggiati il 29 aprile 2025.
| Girone I | Girone II  |
| -------- | ---------- |
| Albania  | Croazia    |
| Bulgaria | Grecia     |
| Francia  | Kosovo     |
| Italia   | Montenegro |
| Lituania | Rep. Ceca  |
| Polonia  | Slovenia   |
| Spagna   | Turchia    |
| Ucraina  | Ungheria   |

#### Girone I

##### Risultati
| 2 luglio 2025 Parku Olimpik, Tirana Durata: 1h:55 - Spettatori: 150  | Ucraina  | 2 - 3 | Bulgaria | 25-21, 19-25, 22-25, 25-19, 12-15 |
| 2 luglio 2025 Parku Olimpik, Tirana Durata: 1h:51 - Spettatori: 250  | Francia  | 1 - 3 | Polonia  | 25-15, 22-25, 22-25, 24-26        |
| 2 luglio 2025 Parku Olimpik, Tirana Durata: 0h:59 - Spettatori: 300  | Albania  | 0 - 3 | Spagna   | 12-25, 8-25, 16-25                |
| 2 luglio 2025 Parku Olimpik, Tirana Durata: 1h:16 - Spettatori: 100  | Lituania | 0 - 3 | Italia   | 25-27, 17-25, 16-25               |
| 3 luglio 2025 Parku Olimpik, Tirana Durata: 1h:10 - Spettatori: 100  | Spagna   | 0 - 3 | Polonia  | 15-25, 22-25, 7-25                |
| 3 luglio 2025 Parku Olimpik, Tirana Durata: 1h:19 - Spettatori: 120  | Bulgaria | 0 - 3 | Francia  | 17-25, 19-25, 16-25               |
| 3 luglio 2025 Parku Olimpik, Tirana Durata: 1h:40 - Spettatori: 300  | Albania  | 1 - 3 | Lituania | 20-25, 22-25, 25-21, 12-25        |
| 3 luglio 2025 Parku Olimpik, Tirana Durata: 1h:32 - Spettatori: 200  | Italia   | 3 - 1 | Ucraina  | 25-14, 25-12, 22-25, 25-13        |
| 4 luglio 2025 Parku Olimpik, Tirana Durata: 2h:04 - Spettatori: 150  | Lituania | 3 - 2 | Spagna   | 22-25, 21-25, 25-23, 25-20, 15-12 |
| 4 luglio 2025 Parku Olimpik, Tirana Durata: 1h:44 - Spettatori: 120  | Francia  | 1 - 3 | Italia   | 25-21, 18-25, 18-25, 19-25        |
| 4 luglio 2025 Parku Olimpik, Tirana Durata: 1h:31 - Spettatori: 200  | Ucraina  | 3 - 1 | Albania  | 21-25, 25-18, 25-14, 25-17        |
| 4 luglio 2025 Parku Olimpik, Tirana Durata: 1h:14 - Spettatori: 100  | Polonia  | 3 - 0 | Bulgaria | 25-18, 25-21, 25-15               |
| 6 luglio 2025 Parku Olimpik, Tirana Durata: 1h:50 - Spettatori: 150  | Lituania | 1 - 3 | Ucraina  | 18-25, 25-20, 21-25, 23-25        |
| 6 luglio 2025 Parku Olimpik, Tirana Durata: 1h:45 - Spettatori: 350  | Italia   | 3 - 1 | Polonia  | 25-18, 13-25, 26-24, 25-23        |
| 6 luglio 2025 Parku Olimpik, Tirana Durata: 1h:27 - Spettatori: 100  | Albania  | 1 - 3 | Francia  | 25-23, 20-25, 11-25, 18-25        |
| 6 luglio 2025 Parku Olimpik, Tirana Durata: 1h:29 - Spettatori: 90   | Spagna   | 3 - 1 | Bulgaria | 21-25, 25-13, 25-12, 25-16        |
| 7 luglio 2025 Parku Olimpik, Tirana Durata: 1h:09 - Spettatori: 80   | Francia  | 3 - 0 | Lituania | 25-15, 25-16, 25-16               |
| 7 luglio 2025 Parku Olimpik, Tirana Durata: 1h:38 - Spettatori: 120  | Ucraina  | 1 - 3 | Spagna   | 18-25, 25-18, 24-26, 21-25        |
| 7 luglio 2025 Parku Olimpik, Tirana Durata: 0h:58 - Spettatori: 250  | Polonia  | 3 - 0 | Albania  | 25-12, 25-15, 25-15               |
| 7 luglio 2025 Parku Olimpik, Tirana Durata: 1h:34 - Spettatori: 300  | Bulgaria | 1 - 3 | Italia   | 14-25, 25-21, 22-25, 19-25        |
| 9 luglio 2025 Parku Olimpik, Tirana Durata: 1h:11 - Spettatori: 80   | Spagna   | 0 - 3 | Italia   | 13-25, 21-25, 22-25               |
| 9 luglio 2025 Parku Olimpik, Tirana Durata: 1h:13 - Spettatori: 200  | Lituania | 0 - 3 | Polonia  | 16-25, 22-25, 11-25               |
| 9 luglio 2025 Parku Olimpik, Tirana Durata: 1h:02 - Spettatori: 250  | Albania  | 0 - 3 | Bulgaria | 18-25, 6-25, 19-25                |
| 9 luglio 2025 Parku Olimpik, Tirana Durata: 1h:00 - Spettatori: 150  | Ucraina  | 0 - 3 | Francia  | 15-25, 16-25, 14-25               |
| 10 luglio 2025 Parku Olimpik, Tirana Durata: 1h:04 - Spettatori: 150 | Bulgaria | 3 - 0 | Lituania | 25-17, 25-13, 27-25               |
| 10 luglio 2025 Parku Olimpik, Tirana Durata: 0h:58 - Spettatori: 100 | Polonia  | 3 - 0 | Ucraina  | 25-16, 25-10, 25-10               |
| 10 luglio 2025 Parku Olimpik, Tirana Durata: 0h:55 - Spettatori: 150 | Italia   | 3 - 0 | Albania  | 25-16, 25-10, 25-5                |
| 10 luglio 2025 Parku Olimpik, Tirana Durata: 1h:33 - Spettatori: 100 | Francia  | 1 - 3 | Spagna   | 16-25, 10-25, 25-23, 20-25        |

##### Classifica
| Pos. | Squadra  | Pt | G | V | P | SV | SP | Ratio | PF  | PS  | Ratio |
| ---- | -------- | -- | - | - | - | -- | -- | ----- | --- | --- | ----- |
| 1.   | Italia   | 21 | 7 | 7 | 0 | 21 | 4  | 5,250 | 605 | 459 | 1,318 |
| 2.   | Polonia  | 18 | 7 | 6 | 1 | 19 | 4  | 4,750 | 556 | 407 | 1,366 |
| 3.   | Spagna   | 13 | 7 | 4 | 3 | 14 | 12 | 1,167 | 568 | 519 | 1,094 |
| 4.   | Francia  | 12 | 7 | 4 | 3 | 15 | 10 | 1,500 | 567 | 503 | 1,127 |
| 5.   | Bulgaria | 8  | 7 | 3 | 4 | 11 | 14 | 0,786 | 509 | 543 | 0,937 |
| 6.   | Ucraina  | 7  | 7 | 2 | 5 | 10 | 17 | 0,588 | 527 | 607 | 0,868 |
| 7.   | Lituania | 5  | 7 | 2 | 5 | 7  | 18 | 0,389 | 500 | 583 | 0,858 |
| 8.   | Albania  | 0  | 7 | 0 | 7 | 3  | 21 | 0,143 | 379 | 590 | 0,642 |

      Qualificata alle semifinali.

#### Girone II

##### Risultati
| 2 luglio 2025 Palazzo della Gioventù e dello Sport, Pristina Durata: 1h:13 - Spettatori: 70   | Slovenia   | 0 - 3 | Ungheria   | 16-25, 22-25, 23-25               |
| 2 luglio 2025 Palazzo della Gioventù e dello Sport, Pristina Durata: 1h:12 - Spettatori: 130  | Grecia     | 0 - 3 | Turchia    | 13-25, 17-25, 21-25               |
| 2 luglio 2025 Palazzo della Gioventù e dello Sport, Pristina Durata: 1h:26 - Spettatori: 40   | Rep. Ceca  | 3 - 0 | Croazia    | 27-25, 25-23, 25-13               |
| 2 luglio 2025 Palazzo della Gioventù e dello Sport, Pristina Durata: 0h:57 - Spettatori: 473  | Kosovo     | 0 - 3 | Montenegro | 15-25, 12-25, 6-25                |
| 3 luglio 2025 Palazzo della Gioventù e dello Sport, Pristina Durata: 2h:15 - Spettatori: 50   | Turchia    | 2 - 3 | Rep. Ceca  | 25-16, 30-28, 19-25, 24-26, 11-15 |
| 3 luglio 2025 Palazzo della Gioventù e dello Sport, Pristina Durata: 1h:54 - Spettatori: 55   | Montenegro | 2 - 3 | Ungheria   | 17-25, 25-20, 25-15, 18-25, 9-15  |
| 3 luglio 2025 Palazzo della Gioventù e dello Sport, Pristina Durata: 1h:10 - Spettatori: 80   | Croazia    | 3 - 0 | Slovenia   | 25-18, 25-14, 25-15               |
| 3 luglio 2025 Palazzo della Gioventù e dello Sport, Pristina Durata: 0h:56 - Spettatori: 180  | Kosovo     | 0 - 3 | Grecia     | 9-25, 4-25, 11-25                 |
| 4 luglio 2025 Palazzo della Gioventù e dello Sport, Pristina Durata: 1h:12 - Spettatori: 55   | Ungheria   | 0 - 3 | Croazia    | 13-25, 14-25, 20-25               |
| 4 luglio 2025 Palazzo della Gioventù e dello Sport, Pristina Durata: 1h:19 - Spettatori: 60   | Grecia     | 3 - 0 | Montenegro | 25-19, 25-20, 25-17               |
| 4 luglio 2025 Palazzo della Gioventù e dello Sport, Pristina Durata: 1h:13 - Spettatori: 80   | Slovenia   | 0 - 3 | Turchia    | 18-25, 24-26, 16-25               |
| 4 luglio 2025 Palazzo della Gioventù e dello Sport, Pristina Durata: 1h:30 - Spettatori: 120  | Rep. Ceca  | 3 - 0 | Kosovo     | 25-11, 25-12, 25-16               |
| 6 luglio 2025 Palazzo della Gioventù e dello Sport, Pristina Durata: 2h:20 - Spettatori: 60   | Montenegro | 3 - 2 | Croazia    | 24-26, 27-25, 25-21, 23-25, 15-12 |
| 6 luglio 2025 Palazzo della Gioventù e dello Sport, Pristina Durata: 2h:15 - Spettatori: 50   | Grecia     | 2 - 3 | Rep. Ceca  | 28-30, 25-17, 21-25, 25-13, 13-15 |
| 6 luglio 2025 Palazzo della Gioventù e dello Sport, Pristina Durata: 1h:54 - Spettatori: 75   | Turchia    | 3 - 2 | Ungheria   | 25-17, 25-12, 17-25, 19-25, 15-11 |
| 6 luglio 2025 Palazzo della Gioventù e dello Sport, Pristina Durata: 1h:07 - Spettatori: 130  | Kosovo     | 0 - 3 | Slovenia   | 17-25, 8-25, 19-25                |
| 7 luglio 2025 Palazzo della Gioventù e dello Sport, Pristina Durata: 1h:14 - Spettatori: 50   | Rep. Ceca  | 3 - 0 | Montenegro | 25-19, 25-22, 25-17               |
| 7 luglio 2025 Palazzo della Gioventù e dello Sport, Pristina Durata: 2h:17 - Spettatori: 55   | Slovenia   | 2 - 3 | Grecia     | 22-25, 25-22, 23-25, 25-22, 11-15 |
| 7 luglio 2025 Palazzo della Gioventù e dello Sport, Pristina Durata: 1h:13 - Spettatori: 80   | Croazia    | 0 - 3 | Turchia    | 16-25, 21-25, 20-25               |
| 7 luglio 2025 Palazzo della Gioventù e dello Sport, Pristina Durata: 0h:58 - Spettatori: 180  | Ungheria   | 3 - 0 | Kosovo     | 25-7, 25-18, 25-7                 |
| 9 luglio 2025 Palazzo della Gioventù e dello Sport, Pristina Durata: 2h:07 - Spettatori: 80   | Rep. Ceca  | 2 - 3 | Slovenia   | 22-25, 23-25, 25-21, 25-22, 13-15 |
| 9 luglio 2025 Palazzo della Gioventù e dello Sport, Pristina Durata: 2h:15 - Spettatori: 55   | Montenegro | 3 - 2 | Turchia    | 34-32, 12-25, 28-26, 23-25, 15-13 |
| 9 luglio 2025 Palazzo della Gioventù e dello Sport, Pristina Durata: 1h:24 - Spettatori: 95   | Grecia     | 3 - 0 | Ungheria   | 25-16, 30-28, 25-13               |
| 9 luglio 2025 Palazzo della Gioventù e dello Sport, Pristina Durata: 1h:00 - Spettatori: 205  | Kosovo     | 0 - 3 | Croazia    | 15-25, 15-25, 9-25                |
| 10 luglio 2025 Palazzo della Gioventù e dello Sport, Pristina Durata: 2h:00 - Spettatori: 45  | Slovenia   | 3 - 2 | Montenegro | 25-22, 15-25, 15-25, 29-27, 16-14 |
| 10 luglio 2025 Palazzo della Gioventù e dello Sport, Pristina Durata: 1h:27 - Spettatori: 40  | Croazia    | 3 - 1 | Grecia     | 25-10, 18-25, 25-10, 25-14        |
| 10 luglio 2025 Palazzo della Gioventù e dello Sport, Pristina Durata: 1h:20 - Spettatori: 45  | Ungheria   | 0 - 3 | Rep. Ceca  | 16-25, 23-25, 23-25               |
| 10 luglio 2025 Palazzo della Gioventù e dello Sport, Pristina Durata: 0h:54 - Spettatori: 550 | Turchia    | 3 - 0 | Kosovo     | 25-14, 25-14, 25-13               |

##### Classifica
| Pos. | Squadra    | Pt | G | V | P | SV | SP | Ratio | PF  | PS  | Ratio |
| ---- | ---------- | -- | - | - | - | -- | -- | ----- | --- | --- | ----- |
| 1.   | Rep. Ceca  | 17 | 7 | 6 | 1 | 20 | 7  | 2,857 | 620 | 549 | 1,129 |
| 2.   | Turchia    | 16 | 7 | 5 | 2 | 19 | 8  | 2,375 | 632 | 519 | 1,218 |
| 3.   | Croazia    | 13 | 7 | 4 | 3 | 14 | 10 | 1,400 | 545 | 458 | 1,190 |
| 4.   | Grecia     | 12 | 7 | 4 | 3 | 15 | 11 | 1,364 | 561 | 511 | 1,098 |
| 5.   | Montenegro | 9  | 7 | 3 | 4 | 13 | 16 | 0,812 | 622 | 613 | 1,015 |
| 6.   | Ungheria   | 9  | 7 | 3 | 4 | 11 | 14 | 0,786 | 506 | 518 | 0,977 |
| 7.   | Slovenia   | 8  | 7 | 3 | 4 | 11 | 16 | 0,688 | 555 | 600 | 0,925 |
| 8.   | Kosovo     | 0  | 7 | 0 | 7 | 0  | 21 | 0,000 | 252 | 525 | 0,480 |

      Qualificata alle semifinali.

### Fase finale
|  | Semifinali | Semifinali | Semifinali |         |     | Finale          | Finale          | Finale          |  |
|  |            |            |            |         |     |                 |                 |                 |  |
|  | 1I         | Italia     | 2          |         |     |                 |                 |                 |  |
|  | 1I         | Italia     | 2          |         |     |                 |                 |                 |  |
|  | 2II        | Turchia    | 3          |         |     |                 |                 |                 |  |
|  | 2II        | Turchia    | 3          |         | 2II | Turchia         | 1               |                 |  |
|  |            |            |            |         | 2II | Turchia         | 1               |                 |  |
|  |            |            | 2I         | Polonia | 3   |                 |                 |                 |  |
|  | 1II        | Rep. Ceca  | 2I         | Polonia | 3   | 1               |                 |                 |  |
|  | 1II        | Rep. Ceca  |            |         |     | 1               |                 |                 |  |
|  | 2I         | Polonia    | 3          |         |     | Finale 3º posto | Finale 3º posto | Finale 3º posto |  |
|  | 2I         | Polonia    | 3          |         |     |                 |                 |                 |  |
|  |            |            |            |         |     |                 |                 |                 |  |
|  |            |            |            |         |     | 1I              | Italia          | 3               |  |
|  |            |            |            |         |     | 1I              | Italia          | 3               |  |
|  |            |            |            |         |     | 1II             | Rep. Ceca       | 0               |  |

#### Semifinali
| 12 luglio 2025 Parku Olimpik, Tirana Durata: 1h:47 - Spettatori: 500 | Italia    | 2 - 3 | Turchia | 25-17, 25-17, 23-25, 19-25, 6-15 |
| 12 luglio 2025 Parku Olimpik, Tirana Durata: 1h:37 - Spettatori: 150 | Rep. Ceca | 1 - 3 | Polonia | 25-23, 21-25, 20-25, 10-25       |

#### Finale 3º posto
| 13 luglio 2025 Parku Olimpik, Tirana Durata: 1h:21 - Spettatori: 350 | Italia | 3 - 0 | Rep. Ceca | 25-16, 28-26, 25-13 |

#### Finale
| 13 luglio 2025 Parku Olimpik, Tirana Durata: 1h:46 - Spettatori: 400 | Turchia | 1 - 3 | Polonia | 22-25, 28-26, 22-25, 23-25 |

## Classifica finale
| Pos     | Squadra    | Rosa |
| ------- | ---------- | --- |
| Oro     | Polonia    | Formazione: 1 Czerwonka, 2 Derczyńska, 3 Wika, 5 Sierpowska, 6 Jucha, 8 Bogucka, 9 Bladocha, 10 Majchrowicz, 12 Jakubowska, 14 Krzyżak, 16 Karsznia, 17 Lange, 18 Różańska, 22 Szymczyk, CT: Dobrowolski                            |
| Argento | Turchia    | Formazione: 2 Ovacıklı, 3 Durgun, 4 Türkyaşar, 6 Şener, 7 Aylangan, 8 Dönmez, 10 Atasoy, 14 Guzonjic, 15 Atan, 16 Cağlayandere, 17 Bal, 33 Demirağ, 35 Metin, 44 Erdoğan, CT: Özger                                                 |
| Bronzo  | Italia     | Formazione: 1 Bianchin, 2 Simeonov, 4 Crotta, 5 Pettiti, 7 Gaye, 10 Martinengo, 11 Sonego, 12 Citelli, 14 Saltarel, 16 Uwadiae, 20 Jakic, 21 Zannese, 22 Borello, 24 Fioretti, CT: Cresta                                           |
| 4       | Rep. Ceca  | Formazione: 2 Mitáčová, 3 Švecová, 4 Smíšková, 5 Krnáčová, 6 Prokešová, 7 Zbejvalová, 8 Tučková, 9 Nečásková, 10 Kuldanová, 11 Vavroušková, 12 Mertová, 14 Nováková, 15 Čápová, 16 Mandová, CT: Starý                               |
| 5       | Croazia    | Formazione: 1 Vrtačić, 2 Novačić, 3 Raić, 4 Pojatina, 5 Hromin, 6 Biljan, 7 Perkov, 8 Radojičić, 9 Stojić, 10 Ivezić, 11 Batina, 12 Drviš, 13 Ličina, 16 Meštrović, CT: Šimunčić                                                    |
| 6       | Spagna     | Formazione: 1 Vallespir, 3 Quintín, 5 O´Callaghan, 6 Vilar, 7 Paterson, 8 Vicente, 9 Ramos, 10 Van Mulders, 13 Rueda, 14 Mena, 16 Carretero, 17 Muntañola, 18 Carralero, 19 Sánchez, CT: Suárez                                     |
| 7       | Francia    | Formazione: 1 Figaro, 2 Cohen, 3 Suve Niumele, 4 Paindavoine Andrade, 5 Viari, 6 Schneider, 7 Neveu Laurençon, 8 Orhan, 9 Haeweng, 10 Nilusmas, 11 Zokou, 12 Havas, 14 Bourger Supper, 20 Sadlocha, CT: De Tschudy                  |
| 8       | Grecia     | Formazione: 2 Gerothodōrou, 3 Charistea, 4 Lekakī, 5 Christopoulou, 6 Ziōga, 8 Kalīmerakī, 9 Drempela, 11 Lamprousī, 12 Charitou, 14 Gallou, 15 Mpekirī, 16 Koniatsiōtī, 18 Kantianī, 19 Gzountellī, CT: Triantafyllopoulos         |
| 9       | Montenegro | Formazione: 3 Jovović, 4 Mrdak, 6 Pođanin, 7 Duletić, 8 Striković, 9 Ćorović, 10 Đukić, 11 Pekovic, 12 Glušac, 13 Zlajić, 14 Krasnići, 15 Jovanović, 16 Lekić, 17 Mišević, CT: Kokovic                                              |
| 10      | Bulgaria   | Formazione: 1 Aleksieva, 2 Čomakova, 3 Bogdanova, 4 Atanasova, 6 Dimitrova, 7 Georgieva, 8 Nenčeva, 10 Ivanova, 12 Garova, 15 Topalova, 17 Nalbantova, 19 Goleva, 20 Stanislavova, 21 Šuleva, CT: Cvetanova                         |
| 11      | Ungheria   | Formazione: 1 Kis, 2 Hoó, 3 Horváth, 5 Sánta, 6 Ónodi, 8 Bite, 9 Kindornai, 10 Dibusz, 11 Faragó, 12 Ilonka-Kalla, 13 Sándor, 14 Kristóf, 15 Czuppon, 16 Kőmíves, 18 Indra, CT: König                                               |
| 12      | Ucraina    | Formazione: 1 Labuns′ka, 2 Sahaidak, 3 Voronjuk, 4 Sydorenko, 5 Omelaj, 6 Domašivec′, 7 Paršykova, 8 Holovčenko, 9 Hryn′ko, 10 Fedorevyč, 11 Kišta, 12 Samojlenko, 13 Janiv, 14 Djačenko, CT: Turkula                               |
| 13      | Slovenia   | Formazione: 1 Mikša, 5 Šemrov, 8 Sovič, 9 Maravič, 10 Mahne, 11 Natek, 12 Dornik, 13 Drožina, 15 Škerjanc, 16 Begić, 17 Banovec, 18 Albič, 22 Riss, 23 Šteharnik, CT: Pušnik                                                        |
| 14      | Lituania   | Formazione: 2 Vitosytė, 3 Čerkauskaitė, 4 Jociūtė, 6 Dapkutė, 7 Šimanskytė, 8 Jatkonytė, 9 Jurkevičiūtė, 10 Dilytė, 11 Tretjakovaitė, 12 Tarasevičiūtė, 14 Vaitulionytė, 15 Gailevičiūtė, 16 Gasiūnaitė, 19 Preikšaitytė, CT: Kerpė |
| 15      | Albania    | Formazione: 1 Sharra, 2 Xhufka, 3 Mullalli, 4 Çela, 5 Alliaj, 6 Gjini, 7 Kolmarkaj, 8 Fishta, 9 Lleshi, 10 Lisi, 11 Qyra, 12 Gramo, 13 Brajoviq, 14 Biba, CT: Kolaj                                                                 |
| 16      | Kosovo     | Formazione: 1 Isufi, 2 Shamolli, 3 Doli, 4 Latifi, 5 Babuni, 6 Mehmeti, 7 Fetahu, 8 Ademi, 10 Zhubi, 11 Emini, 12 Zogaj, 13 Reka, 14 Pacolli, 15 Bajraktari, CT: Ilazi                                                              |

|  |  |  |  | Qualificate al Campionato mondiale under 17 2026 |

## Premi individuali
| Premio                 | Nome                | Squadra   |
| ---------------------- | ------------------- | --------- |
| MVP                    | Aleksandra Wika     | Polonia   |
| Miglior palleggiatrice | Anna Prokešová      | Rep. Ceca |
| Miglior opposto        | Zuzanna Lange       | Polonia   |
| Miglior schiacciatrice | Ecrin Türkyaşar     | Turchia   |
| Miglior schiacciatrice | Elżbieta Czerwonka  | Polonia   |
| Miglior centrale       | Gabriela Jakubowska | Polonia   |
| Miglior centrale       | Nejla Guzonjic      | Turchia   |
| Miglior libero         | Kaila Simeonov      | Italia    |

## Statistiche
| Rendimento individuale | Rendimento individuale | Rendimento individuale | Rendimento individuale |
| Pos.                   | Nome                   | Punti                  | Squadra                |
| ---------------------- | ---------------------- | ---------------------- | ---------------------- |
| 1                      | Seyna Gaye             | 159                    | Italia                 |
| 2                      | Aleksandra Wika        | 157                    | Polonia                |
| 3                      | Ecrin Türkyaşar        | 148                    | Turchia                |
| 4                      | Alba Vicente           | 127                    | Spagna                 |
| 5                      | Klara Đukić            | 119                    | Montenegro             |

| Attacchi vincenti | Attacchi vincenti | Attacchi vincenti | Attacchi vincenti |
| Pos.              | Nome              | Punti             | Squadra           |
| ----------------- | ----------------- | ----------------- | ----------------- |
| 1                 | Seyna Gaye        | 140               | Italia            |
| 2                 | Ecrin Türkyaşar   | 133               | Turchia           |
| 3                 | Aleksandra Wika   | 130               | Polonia           |
| 4                 | Alba Vicente      | 106               | Spagna            |
| 5                 | Klara Đukić       | 105               | Montenegro        |

| Muri vincenti | Muri vincenti         | Muri vincenti | Muri vincenti |
| Pos.          | Nome                  | Punti         | Squadra       |
| ------------- | --------------------- | ------------- | ------------- |
| 1             | Alice Pettiti         | 31            | Italia        |
| 2             | Michaela Čápová       | 21            | Rep. Ceca     |
| 2             | Olena Domašivec′      | 21            | Ucraina       |
| 2             | Sofija Duletić        | 21            | Montenegro    |
| 5             | Ena Biljan            | 19            | Croazia       |
| 5             | Antonija Stanislavova | 19            | Bulgaria      |

| Battute vincenti | Battute vincenti | Battute vincenti | Battute vincenti |
| Pos.             | Nome             | Punti            | Squadra          |
| ---------------- | ---------------- | ---------------- | ---------------- |
| 1                | Aleksandra Wika  | 25               | Polonia          |
| 2                | Sofia Martinengo | 22               | Italia           |
| 3                | Erika Jakic      | 20               | Italia           |
| 3                | Tara Radojičić   | 20               | Croazia          |
| 5                | Eva Cohen        | 18               | Francia          |
| 5                | Emma Svecová     | 18               | Rep. Ceca        |